# Quái vật đầm lầy
Quái vật đầm lầy là những sinh vật hư cấu hoặc huyền thoại được tưởng tượng hoặc lưu truyền là sinh sống trong các đầm lầy. Chúng là một yếu tố chính của tiểu thuyết phiêu lưu phương Tây trong nhiều năm.

## Giới thiệu
Chúng sống dưới nước và đôi khi nổi bề mặt, nhưng chỉ khi bị chọc tức. Trong thời hiện đại và huyền thoại dân gian Mỹ và huyền thoại một ví dụ đáng chú ý là người thằn lằn quái vật của tiểu bang Louisiana. Chúng dường như giống như Kelpie, Kappa, Quái vật hồ Loch Ness. Là một phần hình người, nó không phải là niềm tin phổ biến rằng họ có khả năng ngôn luận, nhưng trong một số trường hợp, họ đã có khả năng nói chuyện.
Lồng vào cốt phổ biến của sinh vật đầm lầy xảy ra trong phương tiện truyền thông phổ biến như truyện tranh của Marvel và DC. Chúng cũng đã được đặc trưng trên phim cũ, đáng chú ý nhất của sinh vật từ Black Lagoon. Trong tất cả các trường hợp, họ hiển thị sức mạnh tự nhiên, khả năng thích ứng dưới nước và có thể nhổ nước bọt bùn và một thái độ đáng sợ xấu. Từ những năm 1940 đến những con quái vật đầm lầy hiện nay đã được sử dụng trong truyện tranh, một ví dụ đầu là Hillman Publications "The Heap. Sau đó cả hai DC Comics và Marvel tạo ra nhân vật tương tự: DC có Swamp Thing, được tạo ra bởi Len Wein và Berni Wrightson, trong khi Marvel đã Man-Thing, được tạo ra bởi Stan Lee, Gray Morrow, Roy Thomas, và Gerry Conway.